# 城北高等学校 (熊本県)
城北高等学校（じょうほくこうとうがっこう）は、熊本県山鹿市志々岐にある私立高等学校。

## 沿革
- 1950年11月 - 松浦洋裁教習所開設。
- 1952年10月 - 松浦洋裁学院と改称。
- 1961年4月 - 城北高等家政学校と改称。
- 1966年4月 - 城北高等実業学校と改称。商業科を開設。男女共学となる。
- 1968年1月 - 学校法人松浦学園認可。4月、城北高等学校開設。普通科を開設。
- 1988年4月 - 社会福祉科を設置。
- 1993年 - 第75回全国高等学校野球選手権大会初出場。
- 1994年 - 普通科に特進コース設置。
- 1995年 - 第67回選抜高等学校野球大会初出場、第77回全国高等学校野球選手権大会2年ぶり2回目の出場。
- 1996年 - 家政科を生活総合学科に改称、改組。
- 1997年 - 第69回選抜高等学校野球大会2年ぶり2回目の出場。
- 2006年 - 普通科にアクティブ総合コース、スポーツ科学コース、生活総合学科に調理師養成コースを新設
- 2008年 - 第80回選抜高等学校野球大会11年ぶり3回目の出場、第90回全国高等学校野球選手権記念大会13年ぶり3回目の出場。社会福祉科を医療福祉科に改称、改組。
- 2010年 - 看護棟を新設
- 2011年 - 調理科単科独立。看護科、看護専攻科を新設
- 2014年 - 第96回全国高等学校野球選手権大会6年ぶり4回目の出場。
- 2020年 - 2020夏季熊本県高等学校野球大会で準優勝。

## 部活動

### 硬式野球部
- 春3回 夏4回 計7回出場。

男子サッカー部
男子バレーボール部
女子バレーボール部
女子ハンドボール部
水泳部
チアダンス部
陸上競技部

## 設置課程
- 普通科
  - 特進コース
  - 普通コース
  - スポーツ科学コース
- 調理科
- 医療福祉科
- 看護科・看護専攻科

## 最寄バス停
城北高校前

## 著名な出身者
- 町豪将 - 元プロ野球投手
- 牧原大成 - プロ野球選手（福岡ソフトバンクホークス）
- 舟越秀虎 - プロ野球選手（読売ジャイアンツ）
- 尾崎佳奈 - ハンドボール選手 （オムロンピンディーズ）
- 山下毬絵 - あいテレビアナウンサー